# Římskokatolická farnost Pohnání
Římskokatolická farnost Pohnání je zaniklým územním společenstvím římských katolíků v rámci táborského vikariátu Českobudějovické diecéze.

## O farnosti

### Historie
V roce 1360 je v Pohnání doložena plebánie, která však v pozdější době zanikla, a ves se stala součástí farnosti Chýnov. Až v roce 1787 byla v Pohnání zřízena lokálie, která byla následně roku 1858 povýšena na samostatnou farnost. 
Farnost ke dni 31. prosince 2019 zanikla, jejími posledními správci byli Petr Svoboda (administrátor in materialibus) a P. ThLic. Mariusz Piwowarczyk, OMI (in spiritualibus).

### Současnost
Jejím právním nástupcem je římskokatolická farnost Ratibořské Hory. Ta je spravována excurrendo z Tábora-Klokot knězem kongregace Oblátů Panny Marie Neposkvrněné. Materiální správce farnosti sídlí v Táboře.[zdroj?]
| Kostel                 | Místo   | Bohoslužba          | Bohoslužba  | Poznámka                     |
| ---------------------- | ------- | ------------------- | ----------- | ---------------------------- |
| Kostel svatého Prokopa | Pohnání | sudá neděle čtvrtek | 11.30 19.00 | filiální, dříve farní kostel |